# 古川ロック
古川 ロック（ふるかわ ロック、1939年（昭和14年）8月12日 - 1997年（平成9年）6月15日）は、日本の俳優。東京都出身。本名は、古川 保夫（ふるかわ やすお）。古川 緑九名義（読み方は同じ）でも活動していた。

## 人物
喜劇役者として知られた古川ロッパの次男。芸名の「緑九」は伴淳三郎が「もっと苦労するように」と言う意味をこめて命名した。
1958年より宝塚映画に所属。映画出演の傍ら森繁久彌の舞台公演にも参加。テレビドラマにも主に時代劇を中心に出演して活躍する。
1969年当時は170cm・86kgの体格で、『わんぱく砦』『無敵!わんぱく』で共演した火野正平（当時の芸名は二瓶康一）によれば大食漢であったという。火野とは『わんぱく砦』出演当時、同じ家に住んでいた。
その後は時代村などに活動拠点を移したが、俳優を引退。1997年に糖尿病のため57歳で死去。父のロッパと同い歳であった。

## 主な作品

### 映画
- 爆笑嬢はん日記（1960年、東宝） - 神田グループの男[4]
- 第三波止場の決闘（1960年、東宝） - 大村の乾分[4]
- 若旦那奮戦す（1960年、東宝）[4]
- がんばれ! 盤嶽（1960年、東宝）[4]
- 東海道篭抜け珍道中（1960年、東宝） - 駕籠屋C[4]
- 七人の敵あり（1961年、東宝）[4]
- 雲の上団五郎一座（1962年、東宝） - 花村六郎[4]
- イチかバチか（1963年、東宝） - 洗濯屋[5]
- 座頭市牢破り（1967年、大映） - 座頭金作[5]
- 新座頭市物語 折れた杖 (1972年)

### テレビドラマ
- おかあさん 第233話「私のダーリン ある母と子の笑劇」（1964年、TBS）
- NHK劇場 / 二十一回目の夏（1964年、NHK）
- 人形佐七捕物帳（1965年、NHK） - 力松
- 青春をぶっつけろ!（1965年、TBS） - 木島洪太 ※レギュラー出演[5]
- バックナンバー333（1965年 - 1966年、朝日放送）- 杉山六九
- わんぱく砦（1966年 - 1967年、ABC） - 十杯 ※レギュラー出演[5]
- 部長刑事（ABC）
  - 第464話「ロボット」（1967年）
  - 第470話「闇の中の声」（1967年）
- 無敵!わんぱく（1968年、ABC） - 十杯 ※レギュラー出演
- 堂島（1968年、KTV）
- 白頭巾参上（1969年 - 1970年、ABC） - 同心 水上新二郎
- 青春太閤記 いまにみておれ! 第3話（1970年、NTV / 歌舞伎座テレビ室） - 藤井与七郎
- 五社英雄アワー / 雪之丞変化（1970年、CX / 松竹） - 法印
- 新三匹の侍 第12話「訣れの鐘が鳴っている」（1970年、CX / 松竹）
- 千葉周作 剣道まっしぐら（1970年-1971年、TBS）- 太吉、熊さん
- 銭形平次 （CX / 東映）
  - 第251話「かどわかし」（1971年） - 佐吉
  - 第273話「金座から消えた三千両」（1971年） - 波の市
  - 第281話「流人船」（1971年） - 牛窓の藤助
  - 第318話「三ン下子守唄」（1972年） - 猪之
  - 第344話「人情豆狸横丁」（1972年） - 杉ノ市
- 遠山の金さん捕物帳（NET / 東映） ※中村梅之助版
  - 第88話「月夜に浮かぶ男」（1971年）
  - 第107話「かんざしに泣いた女」（1972年）
  - 第131話「江戸の花を咲かせた女」（1973年）
- さむらい飛脚 第10話（1971年、NET / 東映）
- 紫頭巾事件帖 第14話「火事と喧嘩と恋と」（1972年、12ch） - 文三
- 二人の素浪人 第6話「抜刀!雨の脇街道」（1972年、CX / 東映）
- 清水次郎長 第40話「花会への斬り込み」（1972年、CX / 東映）
- 長谷川伸シリーズ（NET / 東映）
  - 第3話「雪の渡り鳥」（1972年）
  - 第6話「一本刀土俵入り」（1972年） - 大八
- 地獄の辰捕物控（NET / 東映）
  - 第8話「深川河岸が血で染まる」（1972年）
  - 第15話「憎しみの果てに朝が来る」（1973年）
- 必殺シリーズ（ABC / 松竹）
  - 必殺仕掛人 第16話「命かけて訴えます」（1972年） - 米吉
  - 必殺仕置人
    - 第5話「仏の首にナワかけろ」（1973年） - 三ン下
    - 第11話「流刑のかげに仕掛あり」（1973年） - 清吉
    - 第24話「疑う愛に迫る魔手」（1973年） - 大羽大膳

  - 助け人走る
    - 第17話「探索大成功」（1974年） - 清六
    - 第27話「江戸大暗黒」（1974年） - 定助
    - 第31話「狂乱大決着」（1974年） - 旦那

  - 暗闇仕留人（1974年） - 同心・田口[6]
    - 第7話「喰うて候」
    - 第9話「懸想して候」
    - 第11話「惚れて候」
    - 第12話「大物にて候」
    - 第15話「過去ありて候」
    - 第16話「間違えて候」
    - 第17話「仕上げて候」
    - 第18話「世のためにて候」
    - 第20話「一途にて候」
    - 第22話「怖れて候」
    - 第27話「別れにて候」

  - 必殺必中仕事屋稼業
    - 第9話「からくり勝負」（1975年） - 魚留
    - 第15話「大当たりで勝負」（1975年） - 客
    - 第17話「悟りて勝負」（1975年） - そば屋の客
    - 第23話「取込まれて勝負」（1975年） - そば屋の客

  - 必殺仕置屋稼業
    - 第4話「一筆啓上仕掛が見えた」（1975年） - 八百久
    - 第20話「一筆啓上手練が見えた」（1975年） - 同心

  - 必殺からくり人 第3話「賭けるなら女房をどうぞ」（1976年） - 魚屋の伝次
  - 翔べ! 必殺うらごろし 第3話「突如肌に母の顔が浮かび出た」（1978年） - 千手坊
  - 必殺仕事人 第13話「矢で狙う標的は仕事人か?」（1979年） - 同心・桜井
- 隼人が来る 第19話「逃げ出した花嫁」（1973年、CX / 東映）
- 白獅子仮面（1973年、NTV / 大和企画） - 同心・田所源八  ※レギュラー出演
- 素浪人 天下太平（NET / 東映）
  - 第14話「雨降り花嫁さんどこへいく」（1973年）
  - 第21話「親星子星の見る夢は…」（1973年） - 川辺の政吉
- 水戸黄門（TBS / C.A.L）
  - 第2部 第13話「仇討ち角兵衛獅子・新庄」（1970年） - 久造の手下
  - 第4部 第35話「旅こそ人生・水戸」（1973年）
  - 第5部 第16話「陰謀の罠・広島」（1974年）
- ご存知遠山の金さん （1973年 - 1974年、NET / 東映） - 鶴吉  ※レギュラー出演 /  ※市川段四郎版
- ぶらり信兵衛 道場破り（CX / 東映） 
  - 第4話「かあちゃん頑張れ」（1973年） - 徳さん
  - 第39話「かんにん袋」（1974年） - 有賀
- 斬り抜ける 第11話「女が闘うとき」（1974年、ABC / 松竹） - 村人
- 座頭市物語 第12話「やわ肌仁義」（1974年、CX / 勝プロ）
- 大岡越前（TBS / C.A.L）
  - 第1部 第18話「復讐の十手」（1970年）- 杢右衛門
  - 第3部 第12話「誘拐」（1972年） - 人さらいの六助飴
  - 第4部 第14話「巷談 縛られ地蔵」（1975年） - 野次馬
- 影同心 第1シリーズ（1975年、MBS / 東映） - 同心・松本
  - 第5話「惚れた弱みの殺し節」
  - 第6話「廓に咲く花殺し節」
  - 第7話「首狩り殺し節」
  - 第10話「油地獄の殺し節」
  - 第11話「情けに賭けて殺し節」
  - 第12話「花も恥じらう殺し節」
  - 第13話「乙女が哭いた殺し節」
  - 第21話「牢屋は極楽殺し節」
  - 第22話「無理が通って殺し節」
  - 第24話「男の操は殺し節」
  - 第26話「金がかたきの殺し節」
  - 第27話「赤いしごきの殺し節」
- 宮本武蔵 第3話「挑戦・吉岡道場」（1975年、KTV / 歌舞伎座テレビ室） - 桜田
- 夫婦旅日記 さらば浪人 第11話「おっかさん一筆啓上」（1976年、CX / 勝プロ）
- 伝七捕物帳 第112話「執念の投げ十手」（1976年、NTV / ユニオン映画） - ダルマの力蔵
- 太陽にほえろ! 第277話「身代り」（1977年、NTV / 東宝）
- 土曜ドラマ・SFシリーズ / およね平吉時穴道行（1977年、NHK） - 絵師
- がんばれ!レッドビッキーズ（ANB / 東映） - トータスの父親・石川達夫
  - 第6話「お嫁においでよ」（1978年）
  - 第18話「パパ大好き!」（1978年）
- 江戸の鷹 御用部屋犯科帖 第27話「鉄火肌!永代河岸の女」（1978年、ANB / 三船プロ） - 長助
- 松本清張シリーズ「虚飾の花園」（1978年、NHK） - マスター
- 七人の刑事 新シリーズ 第15話「炎の誘惑」（1978年、TBS）
- 大空港 第32話「空港美女連続殺人事件! 都会の孤独」（1979年、CX / 松竹） - 寿司店主
- 伝七捕物帳（テレビ朝日版）第24話「幽霊を見た幽霊」（1979年、ANB）- 三平
- 新春時代小説大賞スペシャル / あぐら剣法無頼帖 用心棒と好色一代男（1994年、ABC / 松竹芸能）
- 土曜ワイド劇場「石狩川殺人水系 -東京札幌-小樽、海流があばいた美女失踪トリック」（1994年、ANB）

### ラジオ
- HatでYanYan（ラジオ大阪）

### 舞台
- 王将（1977年） - 柳沢保恵
- 明治座・十月秋の演劇祭「座頭市物語」（1978年10月） - 松の市